# Dibeloniella
Dibeloniella — рід грибів родини Dermateaceae. Назва вперше опублікована 1932 року.

## Класифікація
До роду Dibeloniella відносять 7 видів:
- Dibeloniella citrinella
- Dibeloniella duplex
- Dibeloniella eriophori
- Dibeloniella parksii
- Dibeloniella raineri
- Dibeloniella trichophoricola
- Dibeloniella vossii